# Dique (geologia)

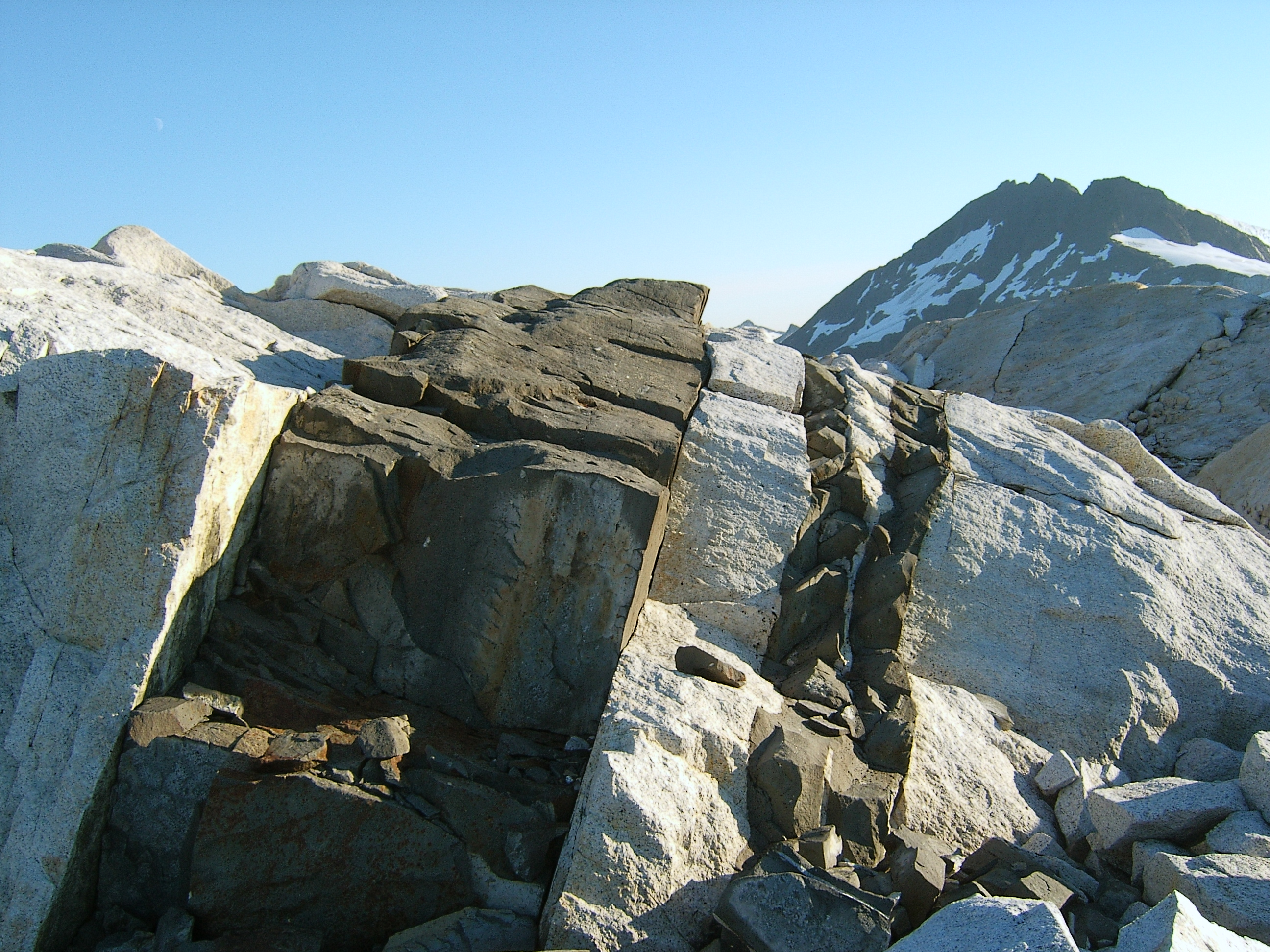
Pequeno dique em Baranoff, Alasca

Um dique em geologia, refere-se a uma formação ígnea intrusiva de forma tabular. A espessura é geralmente muito menor que as suas restantes dimensões e pode variar de alguns milímetros até muitos metros enquanto que a sua extensão lateral pode atingir muitos quilómetros.
Um dique é uma intrusão segundo uma fractura penetrante, significando isto que um dique atravessa camadas ou corpos rochosos preexistentes, o que implica que um dique é sempre mais recente que a rocha em que está contido. Quase sempre apresentam grande inclinação ou inclinação próxima da vertical, mas deformação de origem tectónica pode provocar a rotação dos estratos atravessados pelo dique de tal forma que este pode tornar-se horizontal.
As intrusões conformes quase horizontais ao longo de estratos são chamadas soleiras intrusivas.
Os diques frequentemente ocorrem em enxames radiais ou concêntricos em redor de intrusões plutónicas ou junto de zonas de alimentação de vulcões.
Em termos de sua composição e textura, os diques podem variar de diabásicos ou basálticos a graníticos ou riolíticos. Os diques pegmatíticos são constituídos por rochas graníticas de grão muito grosseiro, e encontram-se muitas vezes associados com os últimos estádios de uma intrusão granítica ou com segregações metamórficas. Diques aplíticos são formados de uma rocha de grão fino com composição granítica.

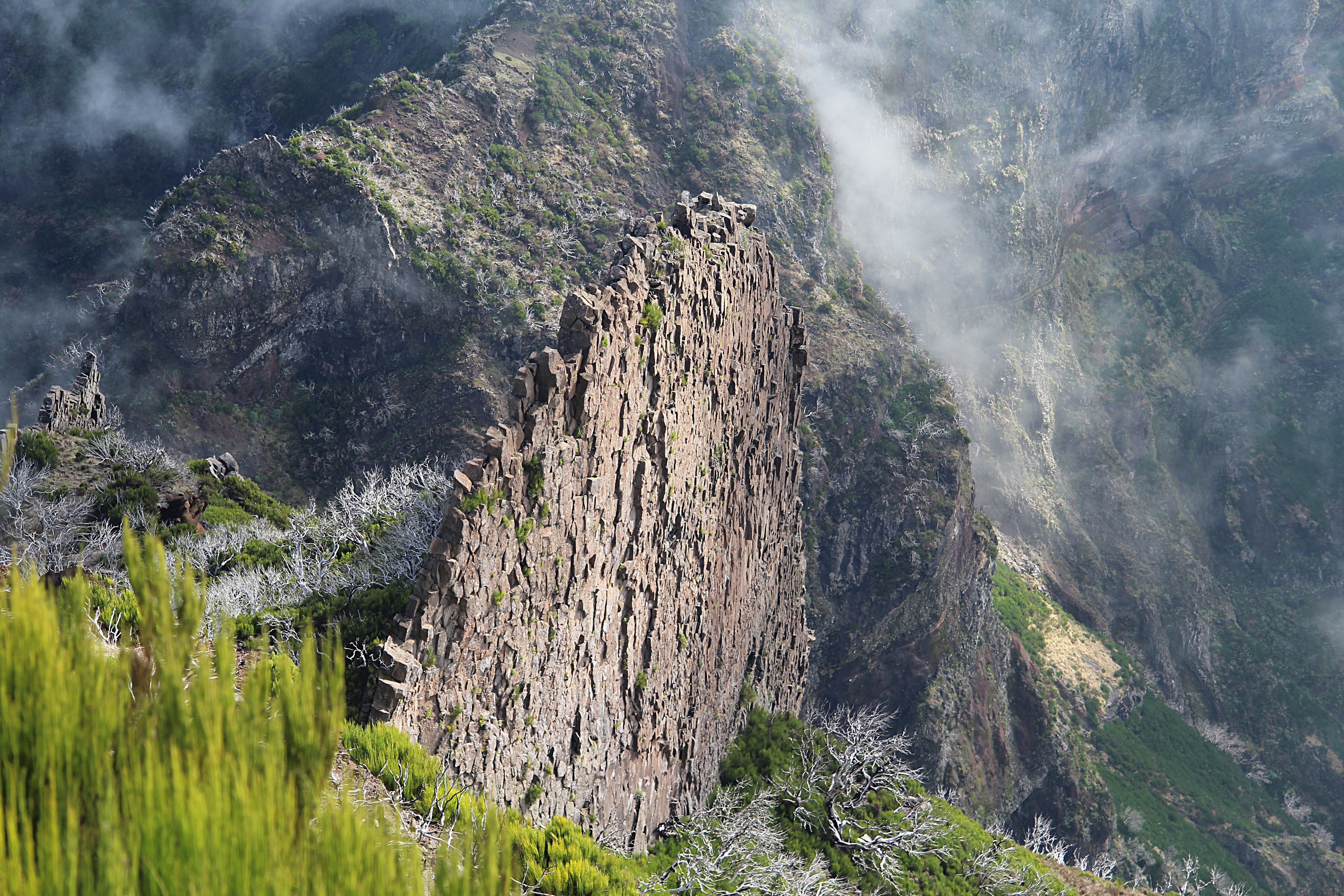
Dique de laje sob o cume do Pico Ruivo, Madeira.
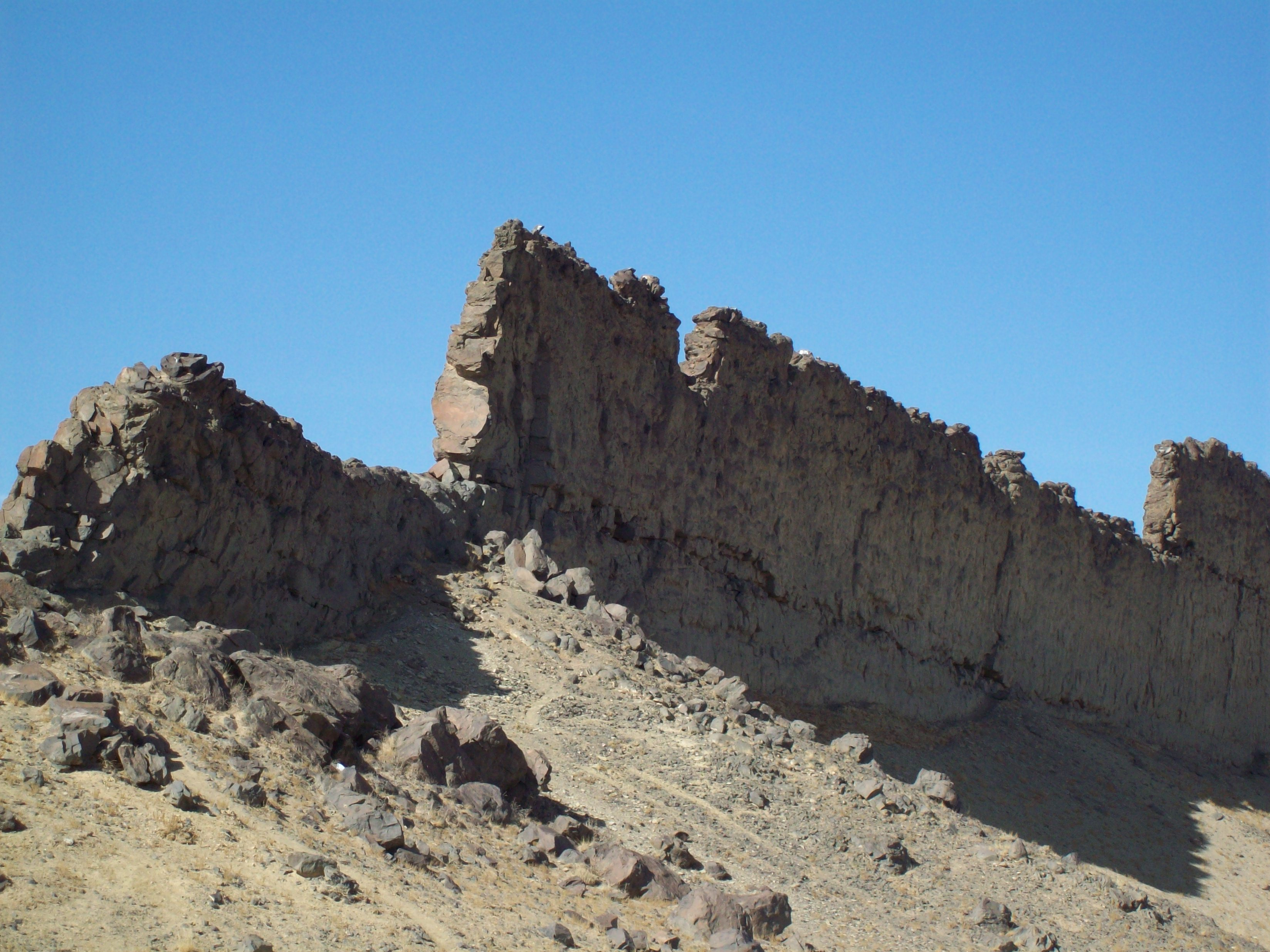
Parte do dique magmático que corre para sul de Shiprock, Novo México.
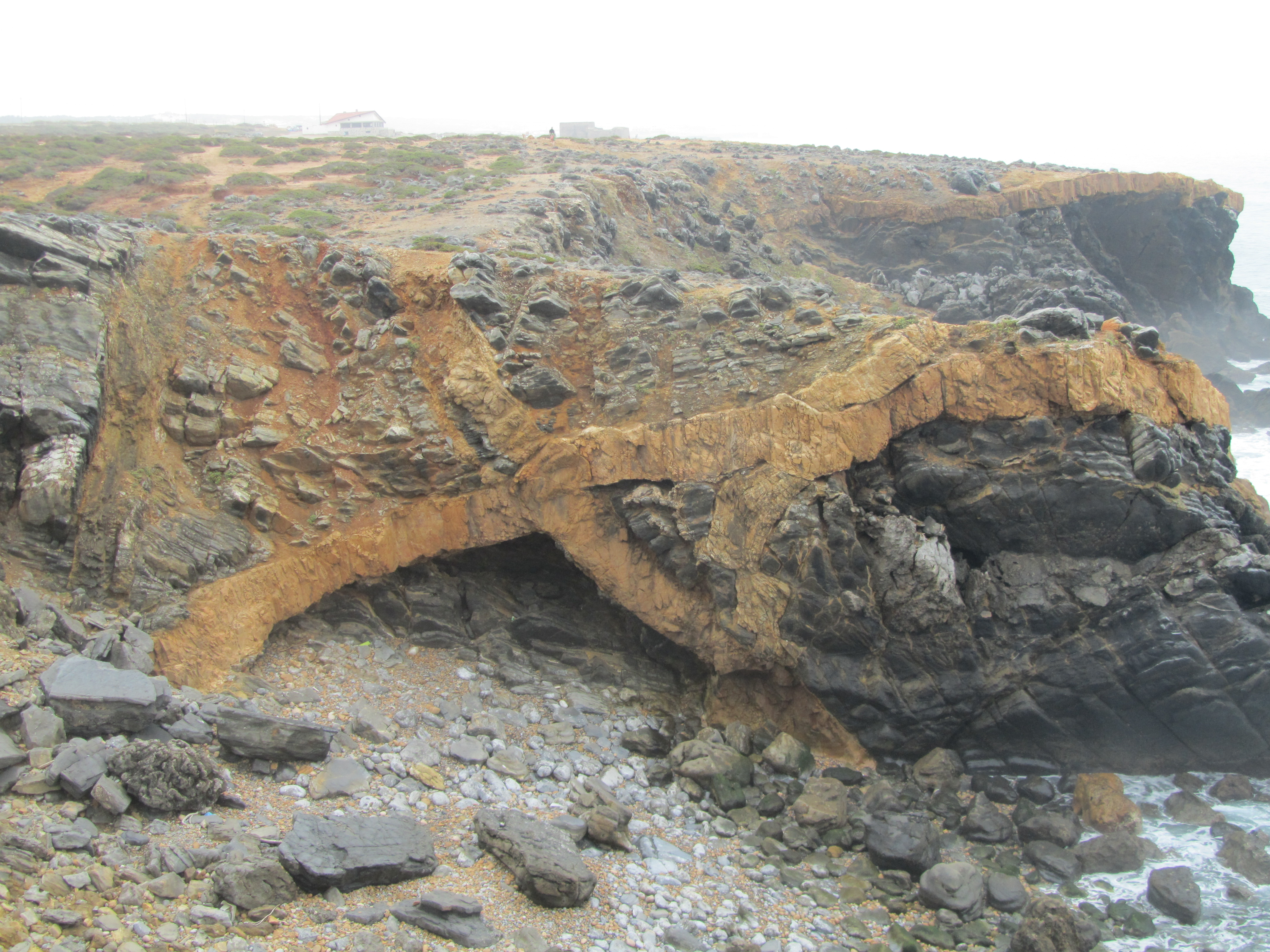
Filões ígneos ácidos intercalados entre calcários e calcários margosos. Parque Natural de Sintra-Cascais. Norte da praia do Abano. Portugal.
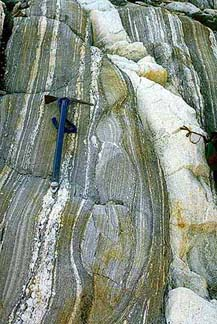
Gneisse bandado com dique de ortogneisse.